# 해럴드 존 팀펄리

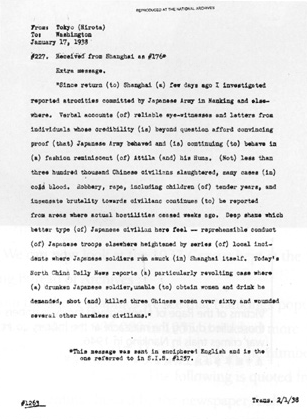
1938년 1월 17일 미국인이 가로채서 해독한 난징 대학살에 관한 팀펄리의 전보

해럴드 존 팀펄리(Harold John Timperley, 1898–1954)는 오스트레일리아의 언론인으로, 1930년대 중화인민공화국에서 보도하고 이를 바탕으로 What War Means(1938년)라는 책을 집필한 것으로 알려져 있다. 일본 역사가 호라 도미오는 전쟁이 해당 책을 "깨어 있는 서구 지식인들을 충격에 빠뜨린 책"이라고 묘사했다.